# Free Spirits
| Recensione | Giudizio |
| ---------- | -------- |
| AllMusic   |          |

Free Spirits è un album della cantante jazz statunitense, pubblicato dalla Atlantic Records nel luglio del 1962.

## Tracce

### LP (1962, Atlantic Records, 8061/SD 8061)
Lato A
1. Jump for Joy – 2:43 (testo: Sid Kuller, Paul Francis Webster – musica: Duke Ellington) – Registrato il 9 aprile 1962 a New York
2. Night Bird – 3:13 (testo: Kitty Malone – musica: Al Cohn) – Registrato il 30 aprile 1962 a New York
3. Milano – 3:18 (testo: Margo Guryan – musica: John Lewis) – Registrato il 9 aprile 1962 a New York
4. Opportunity, Please Knock – 3:11 (Oscar Brown Jr.) – Registrato l'11 dicembre 1961 a New York
5. Day Dream – 3:03 (testo: John LaTouche – musica: Duke Ellington, Billy Strayhorn) – Registrato il 30 aprile 1962 a New York
6. Things Are Swingin' – 2:26 (Peggy Lee) – Registrato il 30 aprile 1962 a New York

Durata totale: 17:54
Lato B
1. Kansas City – 3:54 (Jerry Leiber, Mike Stoller) – Registrato il 30 aprile 1962 a New York
2. Lonely Woman – 4:18 (testo: Margo Guryan – musica: Ornette Coleman) – Registrato il 9 aprile 1962 a New York
3. I'm Gonna Go Fishin' – 2:51 (testo: Peggy Lee – musica: Duke Ellington) – Registrato l'11 dicembre 1961 a New York
4. God Bless the Child – 3:00 (Billie Holiday, Arthur Herzog Jr.) – Registrato il 9 aprile 1962 a New York
5. Free Spirits – 3:20 (Norman Mapp) – Registrato l'11 dicembre 1961 a New York

Durata totale: 17:23

## Formazione
- Chris Connor – voce solista
- Al Cohn – conduttore musicale, arrangiamenti
- Phil Woods – sassofono alto
- Oliver Nelson – sassofono tenore
- Sol Schlinger – sassofono baritono
- Joe Newman – tromba, assolo di tromba nei brani: A4 e B5
- Clark Terry – tromba (eccetto in: A2, A5, A6 e B1), assolo di tromba nel brano: A3
- Irvin Markowitz – tromba (brani: A2, A5, A6 e B1)
- Ronnie Ball – pianoforte
- Ben Tucker – contrabbasso (eccetto in: A1, A3, B2 e B4)
- George Duvivier – contrabbasso (brani: A1, A3, B2 e B4)
- Dave Bailey – batteria (eccetto in: A1, A3, B2 e B4)
- Ed Shaughnessy – batteria (brani: A1, A3, B2 e B4)

### Produzione
- Nesuhi Ertegun – produzione, supervisione
- Tom Dowd e Phil Iehle – ingegneri delle registrazioni
- Marty Norman-Bob Slutzky Graphics – grafica e design copertina album originale
- Ran Blake – note retrocopertina album originale[4]